# Pins de Seana
Els Pins de Seana (Pinus pinea) són un conjunt de pins que es troba a Seana (Bellpuig, l'Urgell), el qual és un dels més bonics de la comarca i, a més, té alguns dels pins pinyers més alts de tot Catalunya.

## Dades descriptives
- Perímetre del tronc a 1,30 m: 2,87 m (el més gruixut).
- Perímetre de la base del tronc: 4,99 m (el més gruixut).
- Alçada: 32,45 m (el més alt).
- Amplada de la capçada: 21,36 m (el més ample).
- Altitud sobre el nivell del mar: 283 m.[1]

## Entorn
S'emplacen en una antiga granja de bestiar amb conreus de fruiters (pomeres i albercoquers), algunes hortalisses i panís. L'acompanyen figueres, nogueres, moreres blanques, llúpols, esbarzers, canyissos, malves, morelles de paret i blets blancs. Destaca la densitat d'animals silvestres: talp, rata negra, picot verd, tudó, tórtora, martinet blanc, milà reial, xoriguer petit, garsa, gralla, pardal comú, estornell, gavià de potes grogues i serp blanca.

## Aspecte general
En general, l'estat és força bo i no s'observa cap atac important de plagues. Això sí, alguns dels arbres tenen diversos forats produïts per picot verd. Aquest conjunt d'arbres, actualment compost per cinc, fa uns anys eren sis, però un dels pins es va trencar.

## Accés
Cal anar de Tornabous a Barbens per la carretera LV-3341 i, poc després de passar el punt quilomètric 4,7 aproximadament, a la nostra dreta, hi veurem aquests grans pins. GPS 31T 0334920 4615159.